# Medlovický potok
Medlovický potok je pravostranný přítok řeky Hané v okrese Vyškov v Jihomoravském kraji. Délka toku činí 8,9 km. Plocha povodí měří 11,6 km².

## Průběh toku
Vzniká spojením několika drobných potůčků, které pramení v lese jižně u obce Orlovice. Potok napájí tři rybníky: 2 Málkovické a Medlovický.[zdroj?] V Medlovicích potok teče v nově zrekonstruovaném korytě s malými nádržemi. Zrekonstruované koryto s nádržemi se táhne až k soutoku do řeky Hané.[zdroj?]